# First Sea Lord

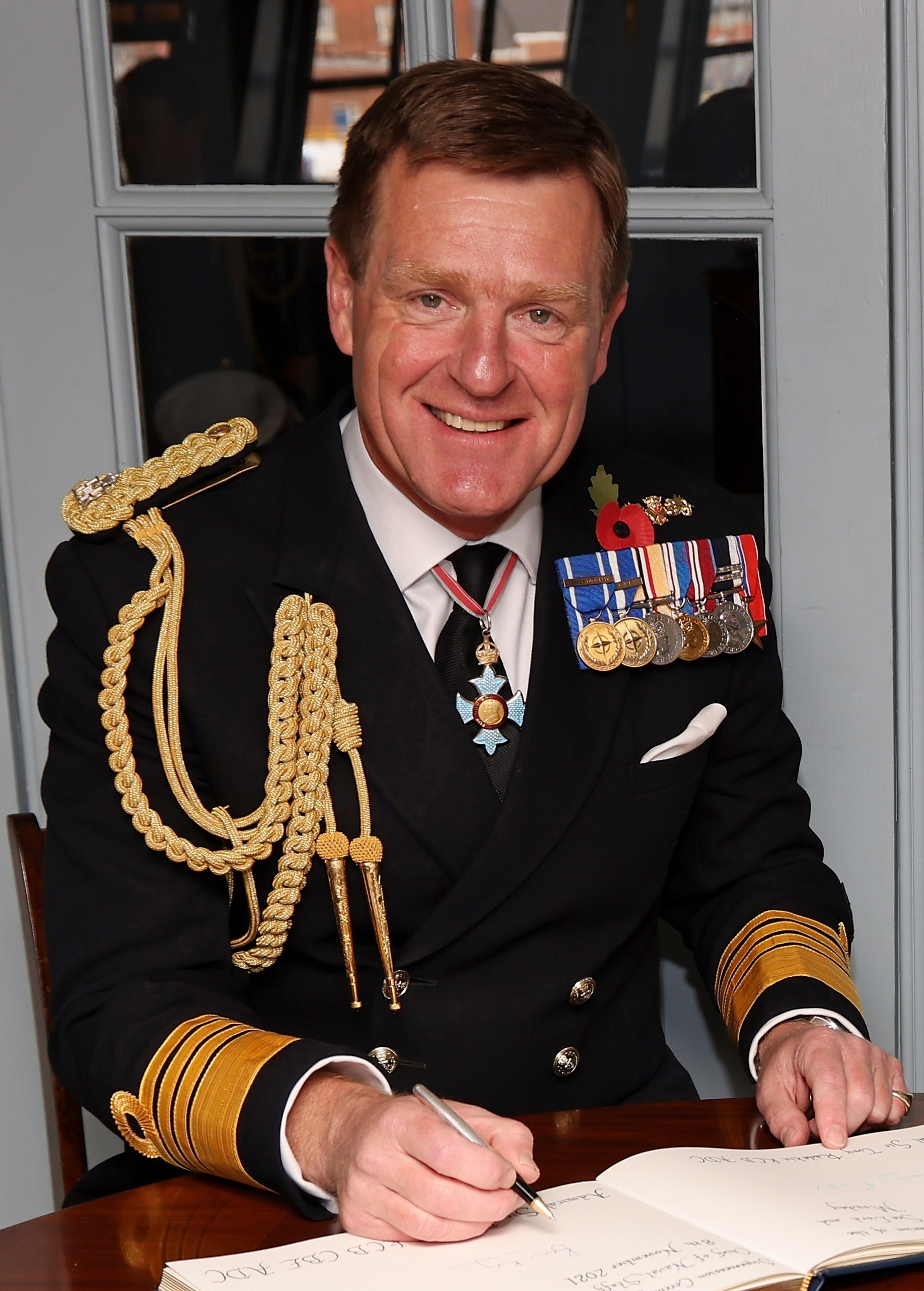
Sir Ben Key, o atual Primeiro Lorde do Almirantado

O First Sea Lord (em português "Primeiro Lorde do Mar", ou ainda "Primeiro Lorde do Almirantado") é o chefe profissional da Marinha Real Britânica. Ele também detém o título de Chief of Naval Staff, sendo conhecido pelas abreviações 1SL/CNS. O atual First Sea Lord é o Almirante Ben Key apontado em novembro de 2021. É uma posição comparável a de Chefe de Operações Navais, na Marinha dos Estados Unidos.